# ولادات
الولَّادات هو جنس من حلزون المياه العذبة وهي من رخويات المائية بطنيات القدم. هو جنس بدائي من فصيلة بطنيات الأرجل الحديثة. الاسم القديم للجنس كان بُلدُون Paludina.